# InuYasha (postać)
InuYasha (jap. 犬夜叉) (Inu pies + Yasha demon) tytułowy bohater mangi i serii anime InuYasha stworzonej przez Rumiko Takahashi.
InuYasha jest pół-demonem, synem potężnego psiego demona Inu no Taishō i pięknej księżniczki Izayoi. Osierocony w młodym wieku i pogardzany zarówno przez ludzi jak i demony InuYasha miał smutne dzieciństwo. Przed spotkaniem z Kikyo bardzo trudno było mu komuś zaufać, nie wspominając o znalezieniu kogoś, kto by go zaakceptował.
InuYasha zainteresował się Kikyo, ponieważ była strażniczką Klejnotu Czterech Dusz, który umożliwiłby mu stanie się pełnym demonem. Początkowo usiłuje jej go odebrać, jednak po pewnym czasie między nimi rozwija się uczucie. Kikyo przekonuje InuYashę, aby użył klejnotu w zupełnie innym celu - do stania się człowiekiem. Wtedy pojawia się Naraku (na początku człowiek - Onigumo, który oddał swoją duszę demonom), który podszywając się pod oboje bohaterów skłóca ich ze sobą. W rezultacie InuYasha atakuje wioskę, gdzie znajduje się klejnot. Kikyo udaremnia próbę kradzieży przybijając InuYashę strzałą Fuin no Ya do drzewa czasu Goshinboku i usypiając go na wieki. 
50 lat później InuYasha zostaje uwolniony przez Kagome Higurashi (reinkarnację Kikyo), która nieświadomie nosi w sobie Klejnot Czterech Dusz.
Z początku InuYasha jest oschły i złośliwy dla Kagome, później jednak zachowuje się lepiej i stopniowo zakochuje się w niej z wzajemnością. InuYasha nie do końca jest demonem i podświadomie może przeistaczać się w demona. Ma on wtedy czerwone oczy i pręgi na twarzy tego samego koloru. Zmienia się tylko wtedy gdy nie dzierży swojego miecza Tessaigi. Zazwyczaj wraca do normalnej postaci po "siad" Kagome. Raz na miesiąc, w nocy podczas nowiu księżyca InuYasha zamienia się w człowieka. Ma on wtedy czarne włosy i ciemne oczy. InuYasha posiada Tessaigę - miecz stworzony na życzenie jego ojca, by chronił Inuyashę. Miecza tego pożąda Sesshomaru, który jednak nie może go dobyć, ponieważ gardzi ludźmi, a Tessaiga była stworzona po to by ich bronić. Tessaiga powstrzymuje również jego naturę youkai(demona). Kiedy InuYasha odrzuci Tessaigę, zamieni się w demona pełnej krwi, który czerpie radość z zabijania.